# Teeling Distillery
Die Teeling Distillery ist eine 2015 gegründete irische Whiskey-Brennerei in Dublin. Sie befindet sich am Newmarket Square des Stadtteils The Liberties.

## Tradition
Das Unternehmen beruft sich in seiner Kommunikation auf die Tradition von  Walter Teeling, der 1782 eine Brennerei in der Marrowbone Lane gründete. Dieses Viertel Dublins wurde aufgrund der hohen Brennereidichte auch „Golden Triangle“ (Goldenes Dreieck) genannt. Die Brennerei wurde später von einer größeren Brennerei aufgekauft.

## Unternehmensgeschichte
Die beiden Söhne John Teelings registrierten 2012 die Marke und gründeten 2015 die Teeling Distillery. Jack Teeling wurde somit CEO und Stephen Teeling Director Sales und Marketing. Basis dieser Neugründung war der Erlös aus dem Verkauf des väterlichen Unternehmens (Cooley Distillery), ein Liefervertrag mit Cooleys neuem Eigentümern (Beam Inc.) und eine größere Menge an Fässern mit Whiskey, die noch im Besitz der Familie waren. John Teeling gründete hingegen die Great Northern Distillery. Über den Bau der neuen Distillerie drehte der irische Fernsehsender TV3 2015 eine vierteilige Dokumentation.
Mitte 2016 hatte Teeling 55 Mitarbeiter. Im Geschäftsjahr 2018 verkaufte Teeling 900.000 Flaschen Whiskey und erzielte einen Umsatz von € 15,6 Mio.
Die Brennerei verfügt über ein Besucherzentrum. Touren sind möglich und ungefähr 60.000 Touristen besuchen die Brennerei im Jahr.

## Produktion und Abfüllungen
Die Teeling-Brennerei verfügt über eine eigene Malzmühle. Zur Ausstattung gehören weiterhin ein vier Tonnen fassenden Maischebottich und über drei Brennblasen aus italienischer Produktion. Die konische Form der Brennblasen ist einzigartig. Der Rohbrand hat typischerweise einen Alkoholgehalt von 80 bis 90 %. Die Brennerei ist vor allem für das Experimentieren mit neuartigen Fasstypen bekannt. Die Reifung findet allerdings nicht in Dublin statt, sondern in Greenore.

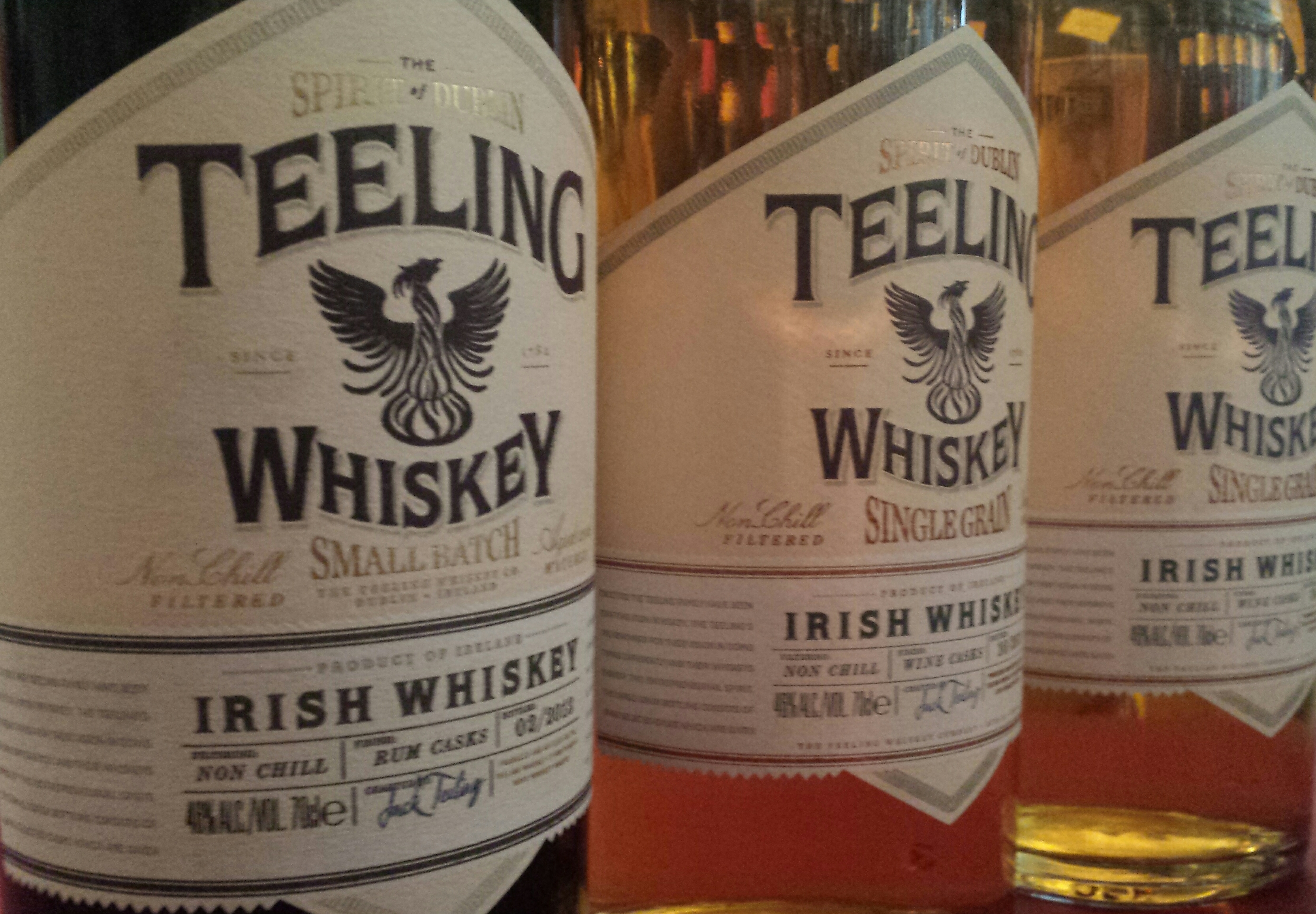
Small Batch und Single Grain Teeling Irish Whiskey

Bisher wurden alle Whiskeys der Brennerei auch unter dem Markennamen „Teeling“ abgefüllt. Die meisten besitzen 46 % vol und wurden nicht kaltfiltriert abgefüllt. Ältere Abfüllungen der Marke stammen höchstwahrscheinlich noch aus Beständen der Brennerei Cooley, der 30-jährige ist älter als Cooley. Seine Herkunft ist daher unklar.